# ذبابة الحماض
ذُبَابة الحُمَّاض نوع من الذباب في فصيلة ذباب الأزهار. توجد في المنطقة القطبية الشمالية القديمة. مرتعها المراعي والأعشاب الحقلية وبعض البقول. تمتح مكنها على أوراق الحماض فينقف عن يرقات تلغم الأوراق وتقضي عليها. للمزيد انظر